# Falconina crassipalpis
Falconina crassipalpis är en spindelart som först beskrevs av Arthur M. Chickering 1937.  Falconina crassipalpis ingår i släktet Falconina och familjen flinkspindlar. Inga underarter finns listade i Catalogue of Life.